# Pöttmes
Pöttmes är en köping (Markt) i Landkreis Aichach-Friedberg i Regierungsbezirk Schwaben i förbundslandet Bayern i Tyskland.
Köpingen ingår i kommunalförbundet Pöttmes tillsammans med kommunen Baar (Schwaben).